# Schroederella iners
Schroederella iners – gatunek muchówki z rodziny błotniszkowatych i podrodziny Heleomyzinae.
Gatunek ten opisany został w 1830 roku przez Johanna Wilhelma Meigena jako Helomyza iners.
Muchówka o ciele długości od 4 do 8 mm. Czułki mają trzeci człon zaokrąglony, a aristę o długości większej niż wysokość głowy. W chetotaksji tułowia występuje jedna para szczecinek śródplecowych leżąca przed szwem poprzecznym oraz dwie pary szczecinek sternopleuralnych. Przedpiersie jest nagie. Kolce na żyłce kostalnej skrzydła są dłuższe niż owłosienie. Tylna para odnóży samca ma wzdłuż dolnej krawędzi uda dwa rzędy kolcopodobnych szczecinek.
Owad znany z Wielkiej Brytanii, Francji, Belgii, Niemiec, Austrii, Włoch, Danii, Szwecji, Polski, Czech, Węgier, Rumunii, południowej Syberii i Azji Środkowej.